# Římskokatolická farnost svatého Petra a Pavla Prostějov
Římskokatolická farnost Římskokatolická farnost svatého Petra a Pavla Prostějov je územním společenstvím římských katolíků v rámci prostějovského děkanátu Olomoucké arcidiecéze s farním kostelem svatého Petra a Pavla.

## Historie
První písemná zmínka o kostele sv. Petra a Pavla je z roku 1475, založen však byl asi na přelomu 12. a 13. století. Význam kostela klesl koncem 14. století po založení augustiniánského kláštera s kostelem. V 15. století kostel vyhořel. Po dokončení obnovy kostela sv. Kříže, zničeného husity v roce 1430, byla samostatná farnost u sv. Petra a Pavla v roce 1588 zrušena a kostel se stal filiálním. V letech 1728 až 1730 byl původní kostelík celkově přestavěn a rozšířen.
Od roku 1934 působili při tomto kostele Společnost Božského Spasitele – salvatoriáni. Ti dosáhli obnovení samostatné farnosti v roce 1938. Jejich působení bylo násilně přerušeno za druhé světové války nacisty a za komunistického režimu, kdy jejich správu přerušila násilná likvidace řádů v roce 1950. Samostatná farnost a salvatoriánská správa byla obnovena v roce 1990, kdy byla vyfařena z farnosti Povýšení sv. Kříže. 
Od července 2016 působí v této farnosti Salesiáni Dona Boska.
Od ledna 2023 je farnost jedním z několika míst v diecézi, kde je pravidelně sloužena mimořádná forma mše, a to v kostele Sv. Jana Nepomuckého.

## Duchovní správci
Od 16. října 2021 je administrátorem P. Mgr. Josef Klinkovský.

## Aktivity farnosti
V souvislosti s přípravou dětí na první svaté přijímání se malí školáci začátkem února představují farnosti a farníci se za budoucí prvokomunikanty následující čtyři měsíce společně modlí před každou mší svatou.
Ve farnosti se pravidelně koná tříkrálová sbírka. V roce 2016 se při ní v Prostějově vybralo více než osmdesát tisíc korun.
Ve farnosti má sídlo místní komunita Salesiánů Dona Boska v Prostějově.

## Významné osobnosti farnosti
- PhDr. et ThLic. Metoděj Mičola SDS, (1911 – 1942), ř. k. kněz, vysvěcen 1934, mučedník nacismu